# قائمة حالات الفشل في محطات الطاقة الكهرومائية
تستعرض هذه القائمة أهم حالات الفشل في محطات الطاقة الكهرومائية سواء كانت بسبب أعطال داخل المحطة أو مشكلة في اتصالها بالشبكة. كل محطه توليد يحدث بها بعض الأخطاء البسيطة من وقت لآخر، وعادة ما يمكن إصلاح هذه الاخطاء بدون خسائر كبيرة. لكن بعض هذه الأخطاء قد تكون كبيرة بحيث تتجاوز مرحلة خسارة توليد الطاقة إلي مرحلة تدمير التوربينات نفسها، ويتطلب ذلك عندئذٍ عملية إصلاح تستمر لسنوات. وإذا كانت المحطة ذات سعه كبيرة وفق الشبكة المتصلة بها وحدث بها أي عطل فسوف تتأثر الشبكة الكهربية بصورة كبيرة.

## قائمة الحالات
| المحطة                                             | الموقع                   | الوصف | السنة | مرجع              |
| -------------------------------------------------- | ------------------------ | --- | ----- | ----------------- |
| مستودع موني                                        | حوض الرور                | دمر خلال الحرب العالمية الثانية بطائرات أفرو لانكاستر تابعة لسلاح الجو الملكي. خسارة 5.1 ميجاوات على مدار 6 أسابيع                                              | 1943  |                   |
| سدود سوي-هو وفوزين وكيوسين وتشوشين                 | كوريا                    | دُمِّروا بسبب قصف العدو خلال الحرب الكورية، وتسبب ذلك في فقدان 90% من إجمالي السعة الإنتاجية لكوريا الشمالية                                                       | 1952  | [ 1 ]             |
| محطة شيلكوف                                        | شلالات نياجرا، نيويورك   | بسبب انهيار الجدار الخانق للمحطة. قتل عامل واحد وقدرت الأضرار بـ100 مليون دولار.                                                                                | 1956  | [ 2 ]             |
| سد مانغلا                                          | كشمير، باكستان           | دمر نتيجة غارات القوات الجوية الهندية خلال الحرب الباكستانية الهندية عام 1971. خرجت محطة ال1000 ميجاوات من الخدمة مؤقتًا.                                        | 1971  | [ 3 ]             |
| سد بانكياو                                         | الصين                    | 26,000 قتيل من الفيضانات، 145,000 قتيل بسبب الأوبئة والمجاعات، 11 مليون مشرّد. تدمر نتيجة فيضان يحدث كل 2000 عام.                                                | 1975  | [ 4 ]             |
| سد سريسيلم                                         | الهند                    | بسبب ضعف عملية التخزين، غمرت مياه الفيضان غرفة الطاقة بالكامل ما تسبب في تلف المعدات الكهربية واستبدالها وفقدان توليد الطاقة لمده عام.                          | 1998  | [ 5 ]             |
| محطة بيودرون للطاقة الهيدروكهربية                  | سويسرا                   | خسارة 1269 ميجاوات و3 قتلى. | 2000  | [ 6 ]             |
| محطة توم سوك للطاقة الهيدروكهربية                  | ميزوري، الولايات المتحدة | بسبب تصميمها بدون مفيض، استنزف أكثر من مليار غالون (4 مليون متر مكعب) من المياه في أقل من نصف ساعة. لم تحدث وفيات لكن أصيب 5 أشخاص ولم يتم تشغيله حتي عام 2010. | 2005  | [ 7 ] [ 8 ] [ 9 ] |
| سد إيتايبو                                         | البرازيل                 | خسارة 18 جيجاوات نتيجة تدمر خطوط النقل بسبب عاصفة. | 2009  |                   |
| سد سايانو شوشنسكايا                                | روسيا                    | حدث فشل في التربينات وتسبب في مقتل 75 شخصًا وخسارة 6 جيجاوات. | 2009  | [ 10 ]            |
| سد سريسيلام                                        | الهند                    | تسبب في دماره فيضان هائل غير مسبوق بالإضافة لسوء عمل الخزان ما أدى لغرق محطات التوليد (770 ميجاوات) بالكامل. فقد التوليد لمدة عام واستبدلت المعدات الكهربية.    | 2009  | [ 11 ]            |
| محطة فيشنوبراياغ (400 ميجاوات)                     | الهند                    | فيضانات هائلة غير مسبوقة بولاية أوتاراخند في شمال الهند حدثت في يونيو 2013، تسببت في غمر غرفة الطاقة بالكامل. فقد التوليد لستة أشهر واستبدلت المعدات الكهربية.  | 2013  |                   |
| محطة داوليغانغا للطاقة الهيدروكهربية (280 ميجاوات) | الهند                    | فيضانات هائلة غير مسبوقة بولاية أوتاراخند في شمال الهند حدثت في يونيو 2013، تسببت في غمر غرفة الطاقة بالكامل. فقد التوليد لستة أشهر واستبدلت المعدات الكهربية.  | 2013  | [ 12 ]            |